# Battles in the North
Battles in the North es el tercer álbum de la banda noruega de black metal Immortal. Recoge lo que dejó su predecesor Pure Holocaust, con velocidad extrema y letras que tratan sobre paisajes invernales y fríos. Así como Pure Holocaust, también es considerado un álbum clásico en el black metal. Este álbum continúa con el concepto de Blashyrkh, un reino mítico creado por Abbath y Demonaz, aparece en sus letras, concepto que continuará apareciendo en sus posteriores álbumes. Se hicieron también videos para las canciones "Grim and Frostbitten Kingdoms", y Blashyrkh (Mighty Ravendark). Estos vídeos fueron lanzados oficialmente en formato VHS como Masters of Nebulah Frost, con Jan Axel Blomberg como baterista invitado en Grim And Frostbitten Kingdoms.
El álbum fue lanzado en múltiples formatos, incluyendo una versión normal en CD, una edición limitada en digipack, una edición limitada en digipak con el logotipo de la banda y el título del álbum en relieve, una edición limitada de 2000 copias en CD slipcase con un póster desplegable y el Immortal (EP) como pistas adicionales, y una edición limitada en LP lanzada por Osmose Productions, que más tarde fue reeditada en el 2005.

## Lista de canciones
Toda la música por Abbath/Demonaz. Letras por Demonaz, excepto la Pista 9, letras por Abbath
1. "Battles in the North" – 4:11
2. "Grim and Frostbitten Kingdoms" – 2:47
3. "Descent into Eminent Silence" – 3:10
4. "Throned by Blackstorms" – 3:39
5. "Moonrise Fields of Sorrow" – 2:24
6. "Cursed Realms of the Winterdemons" – 3:59
7. "At the Stormy Gates of Mist" – 3:00
8. "Through the Halls of Eternity" – 3:35
9. "Circling above in Time before Time" – 3:55
10. "Blashyrkh (Mighty Ravendark)" – 4:34

Relanzado en 1996 como una edición en CD con cubierta deslizante, la tapa es una pintura al óleo original realizada por Jeroen van Valkenburg sobre lienzo y también incluye el Immortal (EP) como pistas adicionales.
1. "Diabolical Fullmoon Mysticism (Intro)" – 0:42
2. "Unholy Forces of Evil" – 4:27
3. "The Cold Winds of Funeral Frost" – 3:40

### Error de Imprenta
En algunas ediciones de este álbum, por ejemplo en iTunes, la lista de canciones está mal impresa, tanto en la parte posterior de la funda, como en el folleto. El orden de las pistas que fue impreso es el siguiente:
1. Battles in the North
2. At the Stormy Gates of Mist
3. Through the Halls of Eternity
4. Moonrise Fields of Sorrow
5. Cursed Realms of the Winterdemons
6. Throned by Blackstorms
7. Grim and Frostbitten Kingdoms
8. Descent into Eminent Silence
9. Circling above in Time before Time
10. Blashyrkh (Mighty Ravendark)

## Créditos
- Abbath Doom Occulta - bajo, batería y voces.
- Demonaz Doom Occulta - guitarra y letras